# Кристобаль-Колон
Кристо́баль-Коло́н (исп. Pico Cristóbal Colón) — пик в горном массиве Сьерра-Невада-де-Санта-Марта, высочайшая точка Колумбии. Пик круглый год покрыт снежной шапкой. Назван в честь Христофора Колумба.
Пик занимает пятое место в мире по относительной высоте — 5585 м.[уточнить].
Входит в состав национального парка Натураль Сьерра-Невада-де-Санта-Марта.
Пик впервые был покорён в 1939 году В. Вудом, А. Бэккервеллом и И. Праолини.